# وولفگانگ اشتاینباخ
وولفگانگ اشتاینباخ (به آلمانی: Wolfgang Steinbach) بازیکن فوتبال و هافبک اهل آلمان شرقی بود که از سال ۱۹۷۸ میلادی عضو تیم ملی فوتبال آلمان شرقی بوده‌است. وی در ۲۸ بازی ملی حضور داشته و در بازی‌های ملی‌اش ۱ گل به ثمر رساند. وولفگانگ اشتاینباخ آخرین بازی ملی خود را در سال ۱۹۸۵ میلادی انجام داد.